# Synothele harveyi
Synothele harveyi là một loài nhện trong họ Barychelidae. Loài này phân bố ờ Tây Úc.